# Моздоцький район
Моздоцький район (рос. Моздокский район, ос. Мæздæджы район) — адміністративна одиниця республіки Північна Осетія Російської Федерації.
Адміністративний центр — місто Моздок.

## Адміністративний поділ
До складу району входять одне міське та 17 сільських поселень:
1. Моздоцьке міське поселення (місто Моздок)
2. Веселовське сільське поселення (село Веселе, селище Дружба, селище Осетинський, село Комарово, село Ново-Георгіївське)
3. Виноградненське сільське поселення (село Виноградне, селище Мирний)
4. Калінінське сільське поселення (селище Калінінський)
5. Київське сільське поселення (село Київське)
6. Кізлярське сільське поселення (село Кізляр)
7. Луковське сільське поселення (станиця Луковська, селище Луковський)
8. Малгобецьке сільське поселення (село Малгобек)
9. Новоосетинське сільське поселення (станиця Ново-Осетинська, станиця Чорноярська, селище Чорноярський, село Єлбаєво)
10. Павлодольське сільське поселення (станиця Павлодольська, селище Совєтський)
11. Предгорне сільське поселення (село Предгорне, село Малий Малгобек)
12. Притеречне сільське поселення (селище Притеречний, селище Тельмана)
13. Раздольненське сільське поселення (село Раздольне)
14. Садове сільське поселення (селище Садовий, селище Люби Кондратенко)
15. Сухотське сільське поселення (село Сухотське)
16. Терське сільське поселення (станиця Терська, село Октябрське)
17. Троїцьке сільське поселення (село Троїцьке)
18. Хурікауське сільське поселення (село Хурікау, село Кусово)

## Населення
Динаміка національного складу населення Моздоцького району за переписами
|            | 1970   | 1979   | 1989   | 2002   | 2010   |
| росіяни    | 42 364 | 43 579 | 45 252 | 48 082 | 42 296 |
| кумики     | 5 990  | 7 044  | 8 823  | 12 309 | 15 732 |
| осетини    | 6 108  | 6 033  | 6 914  | 8 947  | 8 430  |
| вірмени    | 2 033  | 2 061  | 2 181  | 3 058  | 2 807  |
| кабардинці | 1 569  | 1 684  | 2 044  | 2 287  | 2 091  |
| інгуші     | 992    | 1 176  | 1 403  | 1 440  | 1 324  |
| українці   | 2 308  | 2 123  | 2 393  | 1 474  | 900    |
| всього     | 66 833 | 70 187 | 77 394 | 88 634 | 84 682 |

|            | 1970  | 1 979 | 1989  | 2002  | 2010  |
| росіяни    | 63,4% | 62,1% | 58,5% | 54,2% | 49,9% |
| кумики     | 9,0%  | 10,0% | 11,4% | 13,9% | 18,6% |
| осетини    | 9,1%  | 8,6%  | 8,9%  | 10,1% | 10,0% |
| вірмени    | 3,0%  | 2,9%  | 2,8%  | 3,5%  | 3,3%  |
| кабардинці | 2,3%  | 2,4%  | 2,6%  | 2,6%  | 2,5%  |
| інгуші     | 1,5%  | 1,7%  | 1,8%  | 1,6%  | 1,6%  |
| українці   | 3,5%  | 3,0%  | 3,1%  | 1,7%  | 1,1%  |